# Михайлівська сільська рада (Саратський район)
Миха́йлівська сільська́ ра́да — колишня адміністративно-територіальна одиниця та орган місцевого самоврядування в Саратському районі Одеської області. Адміністративний центр — село Михайлівка.

## Загальні відомості
Михайлівська сільська рада утворена в 1946 році.
- Територія ради: 54,21 км²
- Населення ради: 2 013 особи (станом на 2001 рік)
- Територією ради протікає річка Сарата

## Населені пункти
Сільській раді підпорядковані населені пункти:
- с. Михайлівка

## Населення
Згідно з переписом УРСР 1989 року чисельність наявного населення сільської ради становила 3134 особи, з яких 1539 чоловіків та 1595 жінок.
За переписом населення України 2001 року в сільській раді мешкало 2014 осіб.

### Мова
Розподіл населення за рідною мовою за даними перепису 2001 року:
| Мова       | Відсоток |
| ---------- | -------- |
| українська | 87,33 %  |
| молдовська | 4,82 %   |
| російська  | 4,27 %   |
| болгарська | 2,48 %   |
| вірменська | 0,35 %   |
| гагаузька  | 0,30 %   |
| румунська  | 0,05 %   |
| циганська  | 0,05 %   |
| інші       | 0,35 %   |

## Склад ради
Рада складається з 16 депутатів та голови.
- Голова ради: Іванов Іван Дмитрович
- Секретар ради: Супряга Галина Василівна

### Керівний склад попередніх скликань
| Прізвище, ім'я, по батькові | Основні відомості                                                 | Дата обрання | Дата звільнення |
| --------------------------- | ----------------------------------------------------------------- | ------------ | --------------- |
| Іванов Іван Дмитрович       | Сільський голова, 1958 року народження, освіта вища, безпартійний | 26.03.2006   | 31.10.2010      |
| Іванов Іван Дмитрович       | Сільський голова, 1958 року народження, освіта вища, безпартійний | 31.10.2010   |                 |

Примітка: таблиця складена за даними сайту Верховної Ради України

### Депутати
За результатами місцевих виборів 2010 року депутатами ради стали:

#### За суб'єктами висування
| Суб'єкт висування                                       | Кількість обраних депутатів | %    |
| ------------------------------------------------------- | --------------------------- | ---- |
| Політична партія Всеукраїнське об'єднання «Батьківщина» | 7                           | 43,8 |
| Соціалістична партія України                            | 4                           | 25   |
| Партія регіонів                                         | 3                           | 18,8 |
| Політична партія «Народна Самооборона»                  | 2                           | 12,5 |

#### За округами
| № округу                                                | Прізвище, ім'я, по батькові      | Дата визнання обраним | Освіта             | Партійна приналежність                        | Відомості про обраного депутата                                         |
| ------------------------------------------------------- | -------------------------------- | --------------------- | ------------------ | --------------------------------------------- | ----------------------------------------------------------------------- |
| Партія регіонів                                         |                                  |                       |                    |                                               |                                                                         |
| 7                                                       | Стоянова Маргарита Василівна     | 03.11.2010            | вища               | член Партії регіонів                          | сільська рада, землевпорядник                                           |
| 8                                                       | Ватаман В'ячеслав Валентинович   | 03.11.2010            | вища               | член Партії регіонів                          | школа-інтернат, вчитель                                                 |
| 12                                                      | Влаєв Юрій Всеволодович          | 03.11.2010            | середня            | член Партії регіонів                          | сільськогосподарський виробничий кооператив «Рассвет», мехнізатор       |
| Політична партія Всеукраїнське об'єднання «Батьківщина» |                                  |                       |                    |                                               |                                                                         |
| 2                                                       | Аркуша Борис Васильович          | 03.11.2010            | середня спеціальна | член Всеукраїнського об'єднання «Батьківщина» | сільськогосподарський виробничий кооператив «Рассвет», бригадир         |
| 5                                                       | Коржовська Тетяна Володимирівна  | 03.11.2010            | середня спеціальна | член Всеукраїнського об'єднання «Батьківщина» | Михайлівський фельдшерсько-акушерський пункт, акушер                    |
| 6                                                       | Максименко Анатолій Петрович     | 03.11.2010            | вища               | член Всеукраїнського об'єднання «Батьківщина» | сільськогосподарський виробничий кооператив «Рассвет», обліковець       |
| 10                                                      | Супряга Галина Василівна         | 03.11.2010            | вища               | член Всеукраїнського об'єднання «Батьківщина» | сільська рада, секретар                                                 |
| 13                                                      | Максименко Тетяна Кириівна       | 03.11.2010            | вища               | член Всеукраїнського об'єднання «Батьківщина» | сільськогосподарський виробничий кооператив «Рассвет», економіст        |
| 15                                                      | Коломійченко Галина Аркадіївна   | 03.11.2010            | середня            | член Всеукраїнського об'єднання «Батьківщина» | сільська рада, начальник ВУС                                            |
| 16                                                      | Супряга Сергій Миколайович       | 03.11.2010            | вища               | член Всеукраїнського об'єднання «Батьківщина» | сільськогосподарський виробничий кооператив «Рассвет», головний агроном |
| Політична партія «Народна Самооборона»                  |                                  |                       |                    |                                               |                                                                         |
| 1                                                       | Антонюк В'ячеслав Анатолійович   | 03.11.2010            | вища               | позапартійний                                 | фірма «Файз», заступник директора                                       |
| 11                                                      | Новгородов Віталій Олександрович | 03.11.2010            | середня            | позапартійний                                 | школа-інтернат, вчитель                                                 |
| Соціалістична партія України                            |                                  |                       |                    |                                               |                                                                         |
| 3                                                       | Зубак Людмила Аристидівна        | 03.11.2010            | вища               | позапартійна                                  | Михайлівська загальноосвітня школа, вчитель                             |
| 4                                                       | Зубак Олександр Леонідович       | 03.11.2010            | середня спеціальна | член Соціалістичної партії України            | водне господарство, машиніст                                            |
| 9                                                       | Марченко Жанна Семенівна         | 03.11.2010            | вища               | член Соціалістичної партії України            | Михайлівська загальноосвітня школа, вчитель                             |
| 14                                                      | Влаєва Майя Семенівна            | 03.11.2010            | середня спеціальна | член Соціалістичної партії України            | бібліотека, завідувач                                                   |